# Kostel Panny Marie Pomocnice na Chlumku
Kostel Panny Marie Pomocnice na Chlumku v Luži je římskokatolický poutní chrám postavený v barokním slohu v letech 1690–1696, od roku 1958 je kulturní památkou a v roce 2018 byl celý areál s kostelem, terasovým ambitem s osmi kaplemi, schodišti, ohradní zdí se vstupními branami a přilehlou bývalou jezuitskou rezidencí prohlášen národní kulturní památkou.
Farní kostel stojí na místě původní kaple z let 1667–1669 a náleží pod správu chrudimského vikariátu v rámci Diecéze královéhradecké, nachází se zhruba 5,5 km od města Skutče, 11,5 km od Vysokého Mýta a 17,5 km od Chrudimi.
Objekt je dominantou města Luže i okolní krajiny v důsledku výstavby na vyvýšenině Chlumek, někdy místně zvané svatá hora mariánská. Vrch je situován nad hlubokým údolím s řekou Novohradkou ve Svitavské pahorkatině, v jejímž rámci je vyvýšenina součástí Novohradské stupňoviny v Loučenské tabuli. Krajina dál postupně přechází do Polabské nížiny.

## Historie

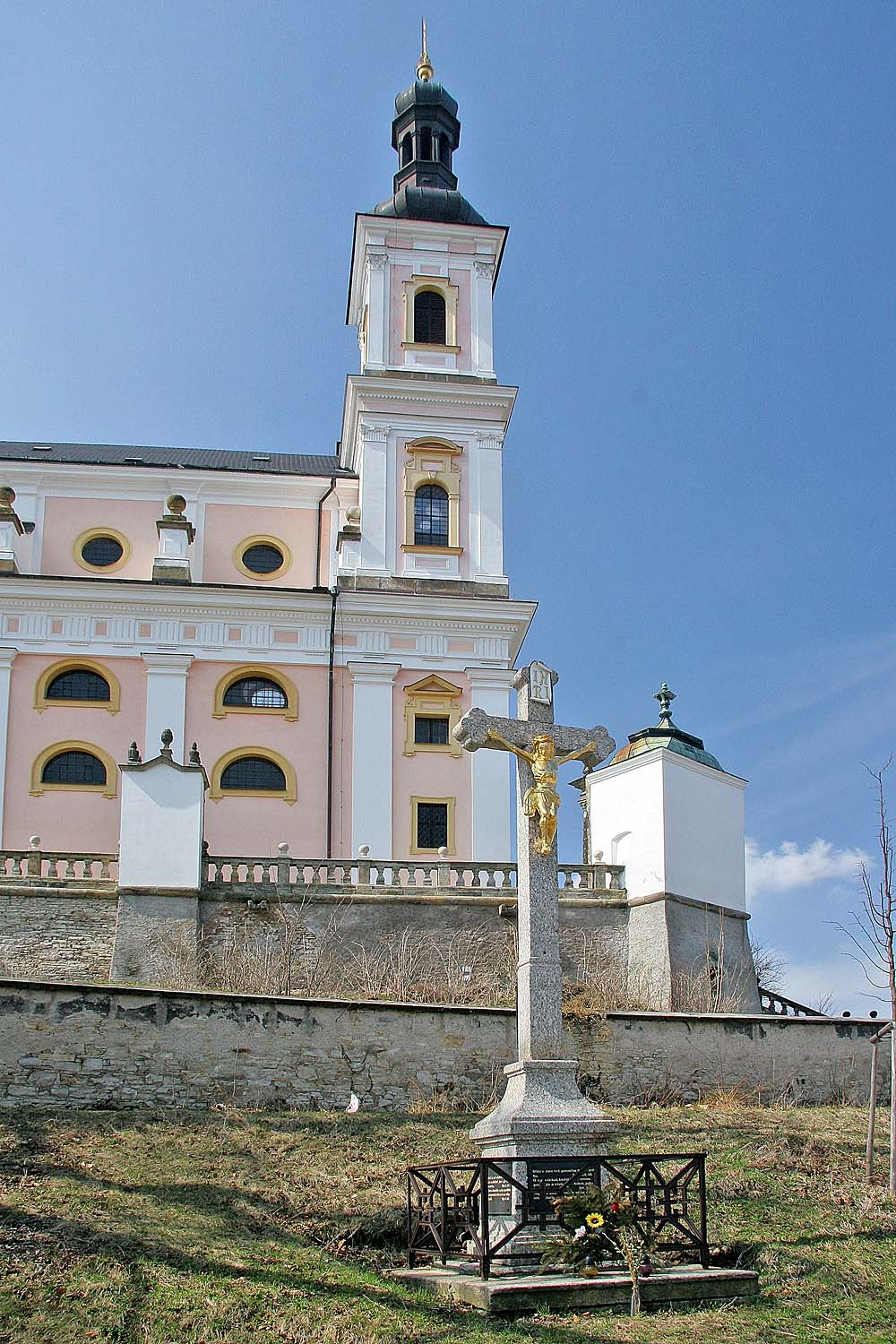
Poutní kostel Panny Marie Pomocnice

Dějiny poutního kostela jsou především spjaty s Marií Maxmilianou Evou Terezií baronkou Hýzrlovou z Chodů, poprvé provdanou baronkou Slavatovou z Chlumu a Košumberka, rozenou říšskou hraběnkou ze Žďáru (1633–1690). Ta přišla předčasně o všechny své tři děti z obou manželství. Přežila i svou jedinou dceru, která dosáhla věku dospělosti, hraběnku Františku Terezii Rosalii z Lamberga († 1684), k níž se Marie Maxmiliána Eva Terezie dlouho upínala. Brzy po první svatbě jí nemoc vzala i milovaného, byť značně staršího manžela, barona Jindřicha Viléma Slavatu z Chlumu a Košumberka († 1654), synovce místodržitele hraběte Viléma Slavaty z Chlumu a Košumberka. V druhém manželství s baronem Františkem Kryštofem Hýzrlem z Chodů († 1666) byla nešťastná, a dokonce přežila (pravděpodobný) pokus o otrávení, které napáchalo na jejím zdraví nenapravitelné škody a přispělo i k jejímu předčasnému skonu. Přesto nezatrpkla a s pomocí hluboké víry, která danými neštěstími zesílila, i přátel se pustila do úspěšné obnovy válkou poničeného košumberského panství, které pozvedla k nové nebývalé prosperitě.

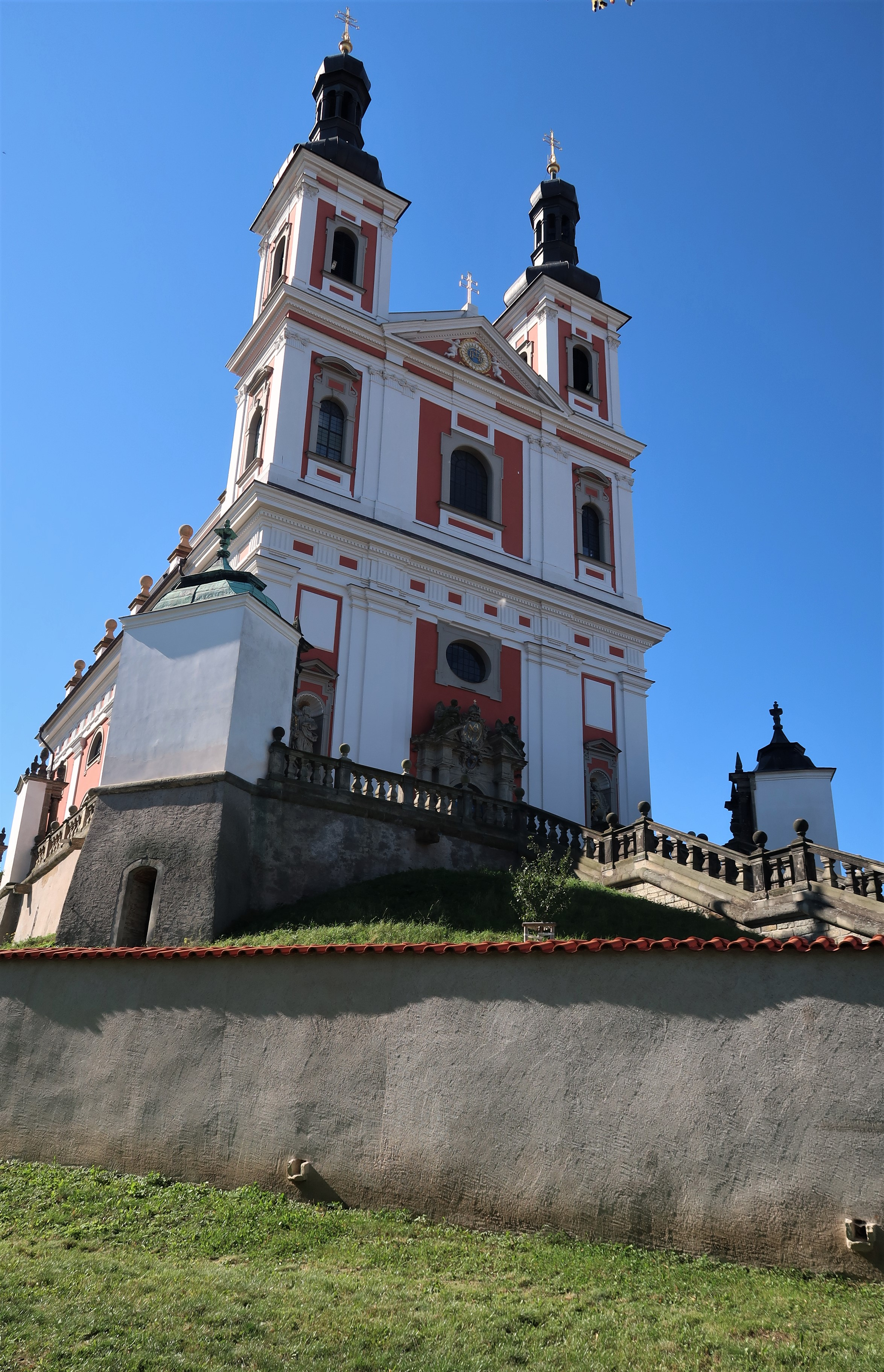
Hlavní průčelí

Říšská hraběnka ze Žďáru (jak zní její přesné rodné jméno, které do konce života s oblibou připojovala ke svému vyvdanému jménu) pocházela z velmi činorodého katolického prostředí. Její otec, Florian Jetřich první říšský hrabě ze Žďáru (1598–1653) založil západně od Prahy na svém velkostatku Červený Újezd po roce 1623 poutní místo Hájek s loretánskou kaplí a jeho jediný přeživší syn František Adam Eusebius druhý říšský hrabě ze Žďáru (1623/1624–1670) stavěl od roku 1663 i přilehlý františkánský klášter. Velký vliv na ní měla i přespříliš zbožná a přísná matka Alžběta Korona z Martinic (asi 1603/1604–1649) a dědeček, významný katolický politik Jaroslav Bořita z Martinic, tak i jeho vlivná rodina.
Od svého obdivovaného bratra Františka Adama Eusebia získala hraběnka již v šedesátých letech 17. století milostný rodinný obraz Panny Marie Pomocné neboli tzv. Pasovské, jehož originál namaloval Lucas Cranach starší kolem roku 1552. Obraz měl být dotýkaný se zázračným originálem a jako takový měl být sám zázračný. V roce 1622 jej přivezli do Čech ze svého exilu Mariini rodiče – katolický pán Florian Jetřich Žďárský ze Žďáru a Alžběta Korona z Martinic, nejstarší dcera Jaroslava Bořity z Martinic. Obraz Panny Marie Pasovské považovala rodina hrabat ze Žďáru za vzácnou ochrannou relikvii, proto jej výrazně uctívala.

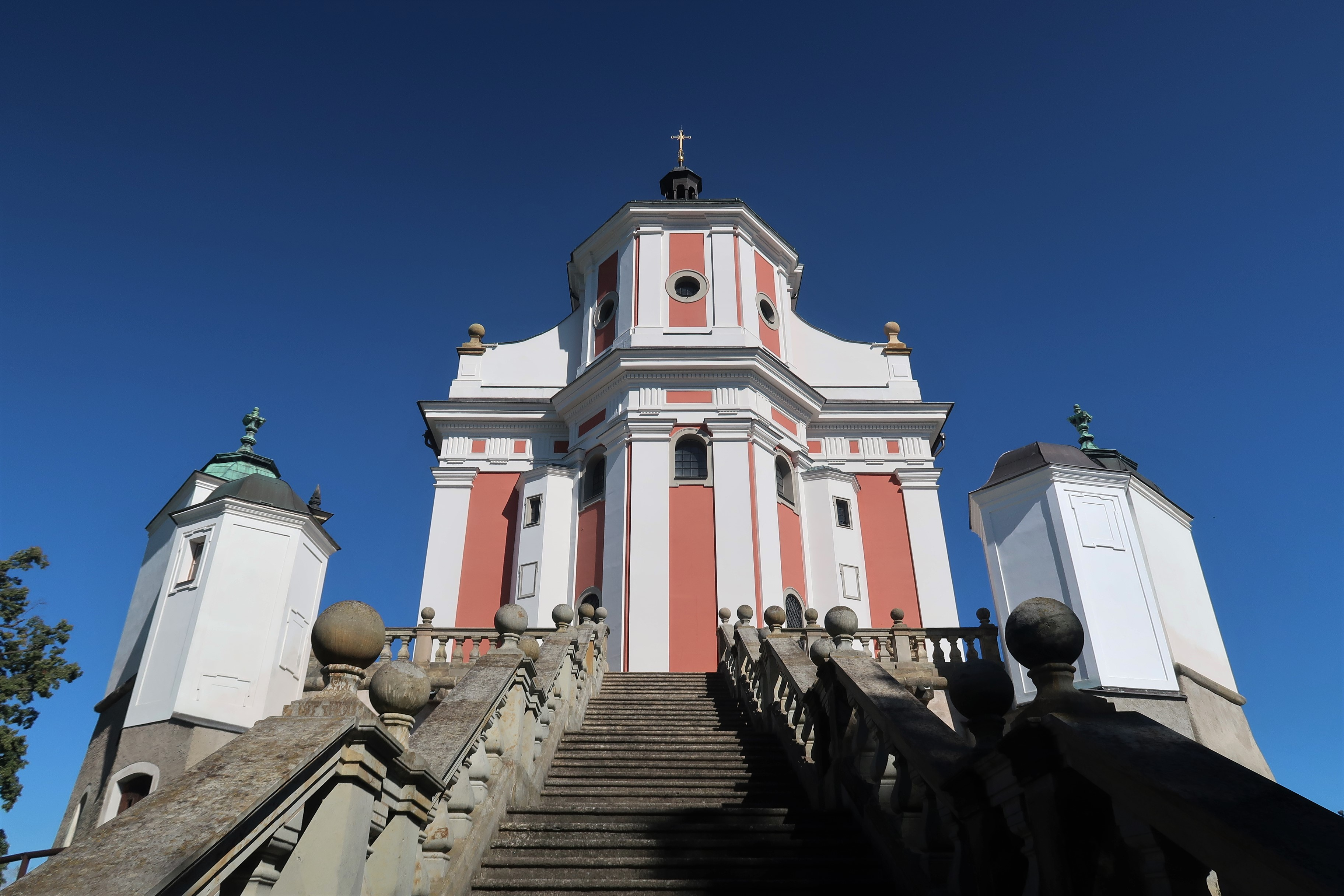
Presbytář se schodištěm k jezuitské rezidenci

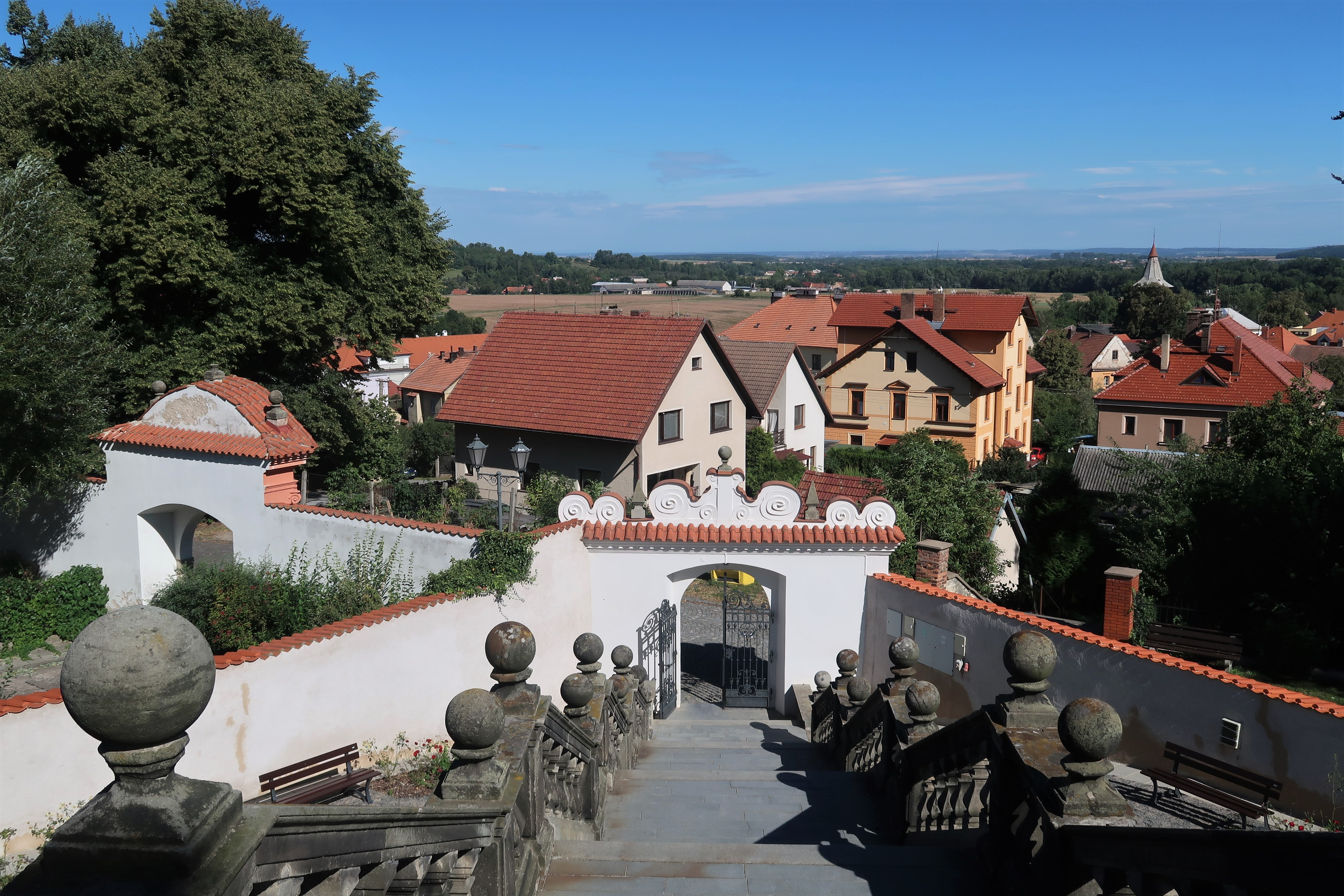
Schodiště od vstupu do chrámu směrem k Luži

Kult Panny Marie se v době baroka stal jedním z nejrozšířenějších v zemi a také hraběcí rodina se cítila s Pannou Marií nerozlučně spjatá a považovala ji za svojí hlavní nebeskou ochranitelku. Obraz proto putoval stále s rodinou a před odvozem na Košumberk visel zřejmě u hraběte ze Žďáru v jeho rezidenčním kladenském zámku. Hraběnka ze Žďáru uložila tuto rodovou památku nejprve v malé kapli hradu Košumberk, kde ji měla kdykoliv k dispozici, jak byla od mala navyklá. Poněvadž byl o zázračný milostný obraz mezi věřícím lidem záhy velký zájem, rozhodla se obraz zpřístupnit i poddaným a využít jeho rostoucí slávu k upevnění katolické víry na svém panství. Proto nechala hraběnka na nedalekém vyvýšeném místě zvaném Chlumek postavit v letech 1667–1669 poutní kapli s ambitem, osmi kaplemi a dlouhým severním a jižním přístupovým schodištěm.
Kromě faráře v Luži se o nové poutní místo starali také hraběnkou přivolaní jezuité z královéhradecké koleje, kteří si v letech 1678–1683 postavili jihovýchodně od kaple svoji rezidenci. Vzhledem k tomu, že si poutníci toto místo oblíbili a směřovalo jich na Chlumek čím dál tím více, tak se nakonec zbožná hraběnka rozhodla zahájit velký stavební podnik, k jehož realizaci využila části rodového majetku hrabat ze Žďáru, jenž v roce 1688 spolu se čtyřmi žijícími sestrami po jediném bratrovi definitivně zdědila. Roku 1689 nechala původní nevyhovující kapli zbořit a začala s budováním rozlehlého poutního chrámu, jehož dokončení se nedožila, neboť 17. října 1690 zemřela. Její tělo bylo přeneseno v roce 1698 do hrobky před hlavním oltářem, na němž našel své umístění i rodový obraz Panny Marie Pomocné.

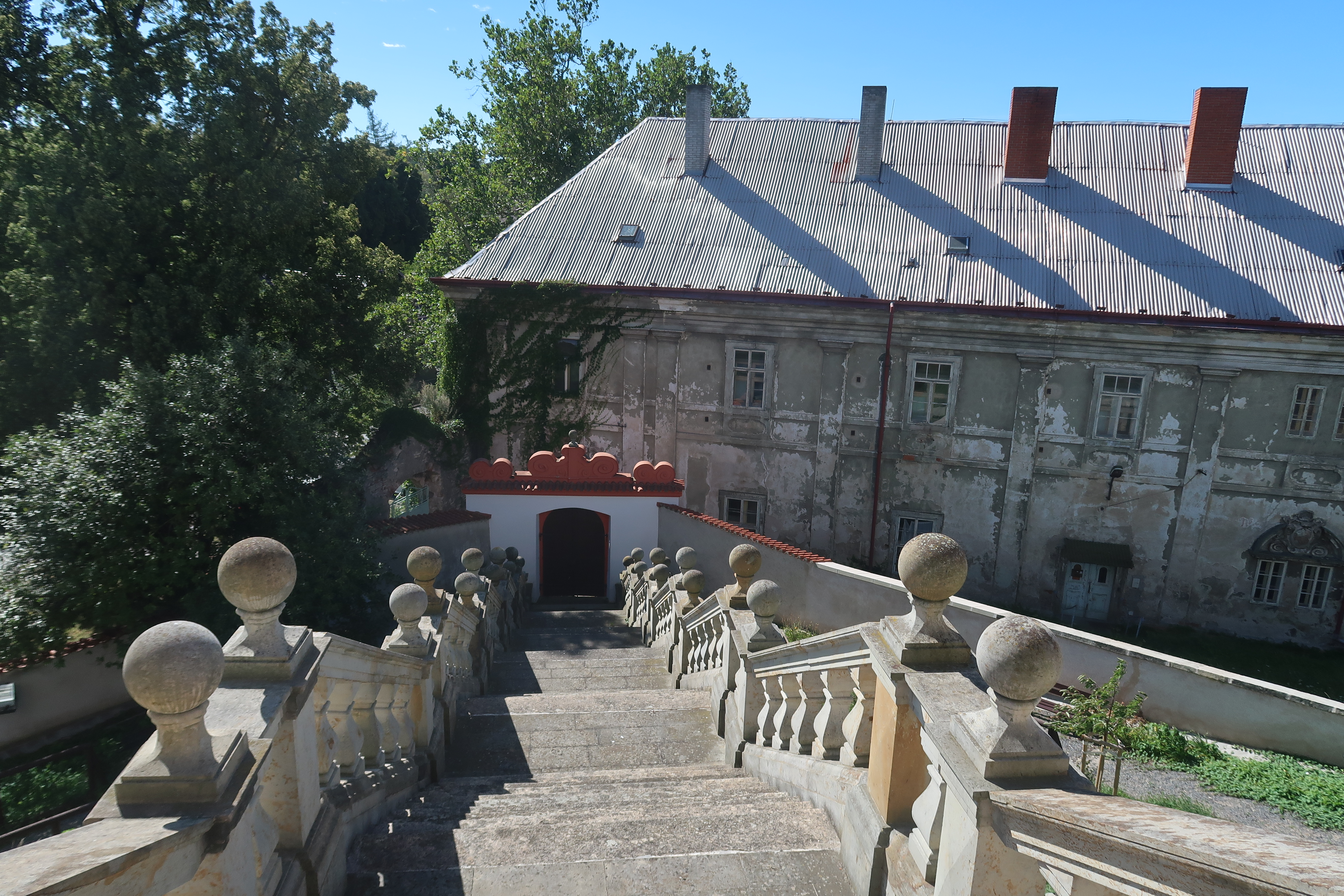
Schodiště od presbytáře k jezuitské rezidenci

Hraběnka ze Žďáru byla donátorkou šesté kaple Svaté cesty z Prahy do Staré Boleslavi, zasvěcené Panně Marii Pasovské z Chlumku. Kaple byly stavěny v letech 1674–1690, v horním rohu výklenku bylo jméno stavebníka a jeho erb.
Stavba na Chlumku byla provedena podle návrhu italského stavitele Bernarda Minelliho za účasti G. B. Alliprandiho a později ještě Pavla Ignáce Bayera. Dne 7. září 1696 byl do nového kostela z jezuitské rezidence slavnostně přenesen milostný obraz Panny Marie, ale práce na vnitřní výzdobě pokračovaly až do roku 1708. Slavnostního vysvěcení se dočkal až v roce 1713. Krátce poté se stal kostel Panny Marie Pomocnice křesťanů jedním z nejnavštěvovanějších v Čechách.[zdroj⁠?!] Jezuité v něm až do přechodného zrušení řádu roku 1773 provozovali náboženská dramatická díla. Zatímco rezidence na Chlumku utrpěla odbouráním druhého patra roku 1823 a požárem roku 1949, zůstal mariánský kostel na Luži dodnes dominantou kraje a cílem poutníků.

### Program záchrany architektonického dědictví
V rámci Programu záchrany architektonického dědictví bylo v letech 1995–2014 na opravu památky čerpáno 17 040 000 Kč.
| rok    | 1996  | 1997  | 1998  | 1999  | 2000  | 2001  | 2002  | 2003 | 2004 | 2006 | 2007 | 2008 | 2009 | 2010 | 2011 | 2012 | 2003 | 2014 |
| ------ | ----- | ----- | ----- | ----- | ----- | ----- | ----- | ---- | ---- | ---- | ---- | ---- | ---- | ---- | ---- | ---- | ---- | ---- |
| částka | 1 500 | 1 100 | 2 100 | 1 400 | 1 000 | 2 100 | 1 200 | 900  | 735  | 740  | 550  | 800  | 500  | 425  | 630  | 420  | 400  | 540  |

## Stavební podoba

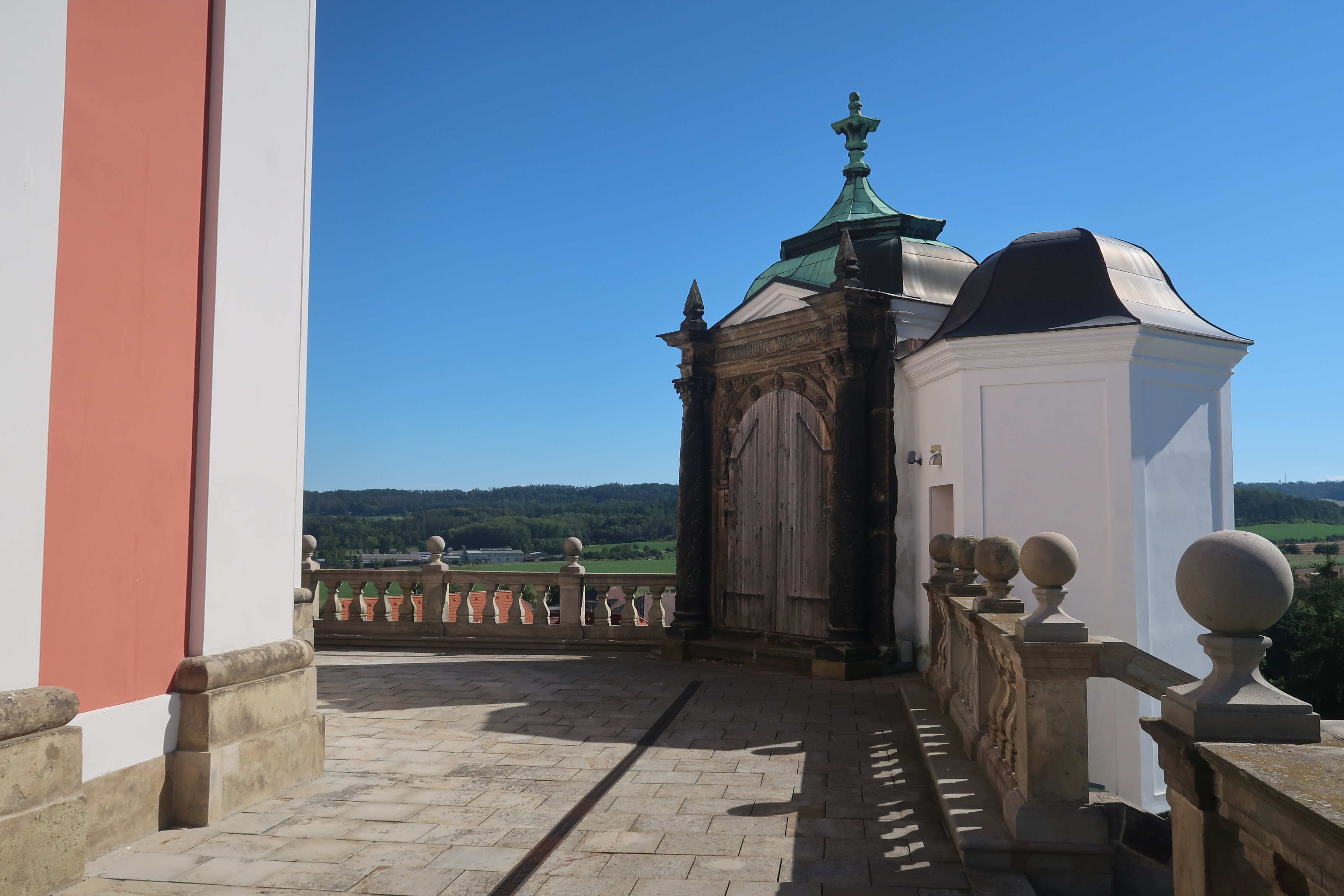
Terasa chrámu s boční kaplí

Kostel Panny Marie Pomocnice je jednolodní stavba s bočními kaplemi a emporami, s bazilikálním osvětlením lodi, užším odsazeným presbytářem a dvojvěžovým průčelím. Zajímavosti interiéru je mariánská kruhová zděná kaple, která zabírá jednu osu a závěr presbytáře, s kterým asi do výše parapetu empor splývá. Polokruhově ukončená arkáda umožňuje pohled a vstup do kaple, je rámována pilastry s úseky kladí, jehož římsa vytváří rozevřený polokruhový štít. Kaple je zaklenuta s polygonální lucernou.

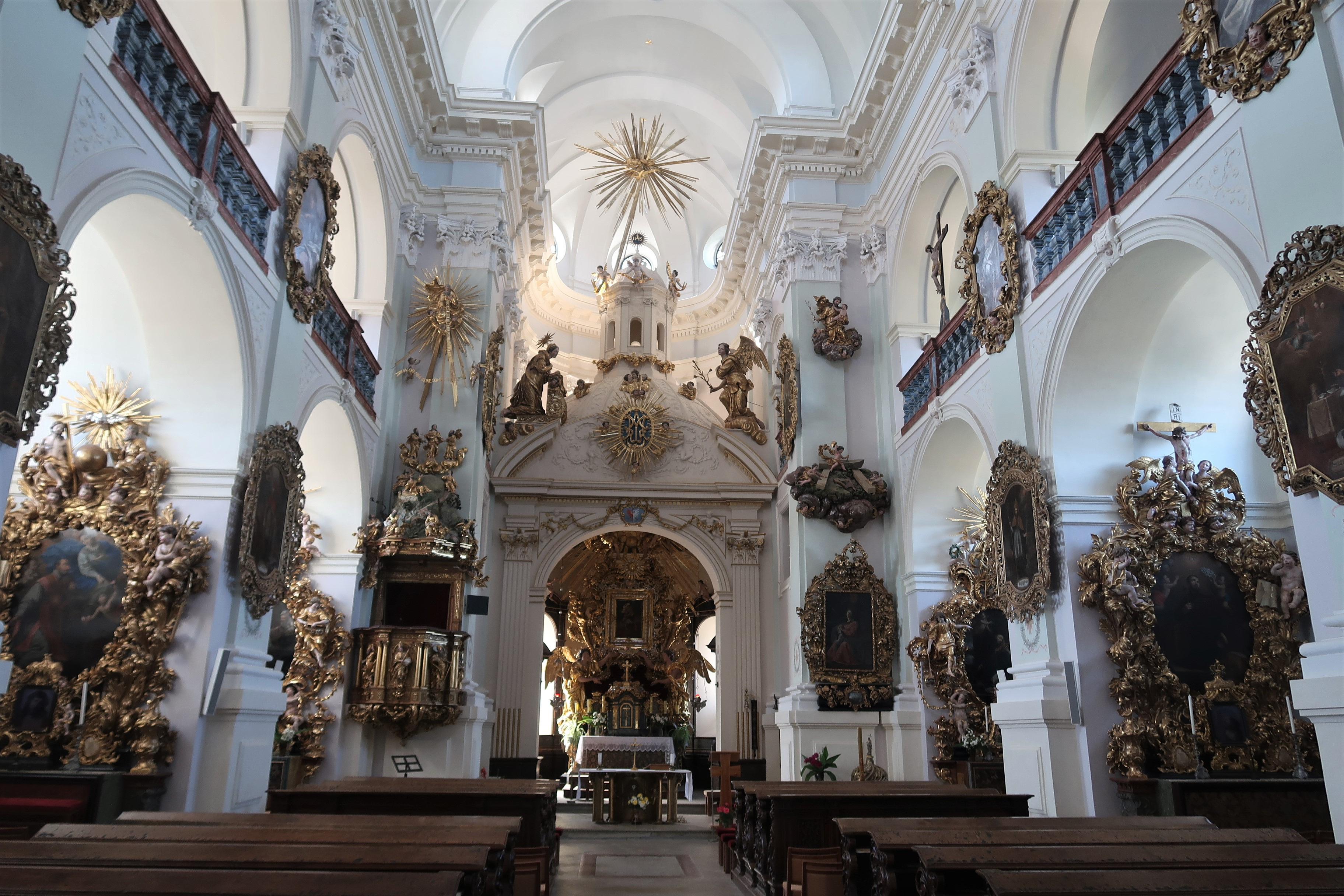
Interiér chrámu

Architektem stavby byl Ital Giovanni Battista Alliprandi. Hlavním autorem vnitřní výzdoby je Jiří František Pacák. Jeho prokazatelně doloženými díly jsou oltář sv. Apoleny a kazatelna, pravděpodobně vytvořil i plastiky hlavního oltáře, zejména dva monumentální anděly, sousoší Zvěstování Panny Marii, Boha Otce nad kazatelnou a sochy svatého Josefa. Rozsáhlá řezbářská výzdoba kostela je dílem více tvůrců. Obrazy namaloval v letech 1705–1706 malíř Jan Jiří Heinsch, Škrétův následovník. Středem hlavního v kapli v presbytáři je obraz Panny Marie Pomocné neboli Pasovské, zasazený do stříbrného rámu z roku 1694, v řezaném rámu s rohy hojnosti s květy a ovocem, který podpírají dva andělé nadživotní velikosti.